# ITV Granada

ITV Granada, denumit inițial Granada Television, este contractantul ITV pentru regiunea engleză North West England.